# Agnostic Front
Az Agnostic Front egy 1980-ban alakult crossover thrash/hardcore punk  együttes. A zenekar 1980-ban alakult meg New Yorkban. Vinnie Stigma az "Eliminators" nevű zenekarban játszott az Agnostic Front alapítása előtt. Első lemezük 1984-ben jelent meg. Az együttes a New York Hardcore (NYHC) mozgalom jelentős képviselőjének számít, és a crossover thrash műfaj egyik úttörőjének. 2017-ben dokumentumfilm készült a zenekarról.

## Diszkográfia
- Victim in Pain (1984)
- Cause for Alarm (1986)
- Liberty and Justice for... (1987)
- One Voice (1992)
- Something's Gotta Give (1998)
- Riot, Riot, Upstart (1999)
- Dead Yuppies (2001)
- Another Voice (2004)
- Warriors (2007)
- My Life My Way (2011)
- The American Dream Died (2015)
- Get Loud! (2019)